# Cefalóforo

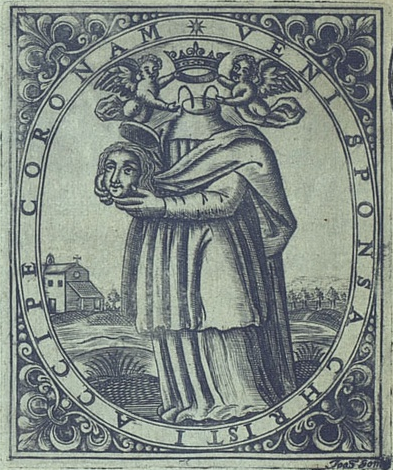
Quitéria de Brácara Augusta, santa católica cuja lenda inclui o carregamento da própria cabeça após sua decapitação.

Um cefalóforo (do grego antigo para "portador da cabeça"), segundo a Hagiografia, é um santo representado segurando a própria cabeça. Na arte cristã, isso indica que o santo em questão foi mártir por decapitação. 
A representação gráfica do santo e seu halo nessa circunstância cria um desafio para o artista: alguns colocam o halo acima do pescoço, onde a cabeça costumava estar, outros representam o santo carregando o halo junto com a cabeça. As lendas associadas a cefaloforia adicionam a caminhada do santo segurando sua própria cabeça após a decapitação.
O termo "cefalóforo" foi usado pela primeira vez em um artigo francês de Marcel Hébert [fr], "Les martyrs céphalophores Euchaire, Elophe et Libaire", in Revue de l'Université de Bruxelles, v. 19 (1914).

## Origens possíveis
O  topos pode ser atribuídos a duas fontes. Em uma homilia sobre os Santos Juventinus e Maximinus, João Crisóstomo afirmou que a cabeça decepada de um mártir era mais aterrorizante para o diabo do que quando ele era capaz de falar. "Ele então comparou soldados mostrando suas feridas recebidas em batalha com mártires segurando a cabeça decepada nas mãos e apresentando-a a Cristo".  A outra fonte foi a hagiografia ocidental de São Dinis, fundador da Sé de Paris, que foi identificado no texto por Dionísio, o Areopagita. João Batista, o santo decapitado mais conhecido, não é considerado um cefalóforo, pois não segurou a própria cabeça nas mãos.
Assim, o cefalóforo original e talvez o mais famoso é São Dinis, santo padroeiro de Paris que, de acordo com a lenda dourada, pregou milagrosamente com a cabeça nas mãos enquanto viajava as sete milhas de Montmartre até onde foi enterrado. Apesar de São Dinis ser o santo carregador de cabeça mais famoso, havia muitos outros;  o folclorista Émile Nourry conta não menos de 134 exemplos de cefaloforia apenas na literatura hagiográfica Francesa. Dada a frequência com que relíquias eram roubadas na Europa medieval, histórias como essa, nas quais um santo indica claramente o local de sepultamento escolhido, podem ter se desenvolvido como uma maneira de desencorajar tais atos de furta sacra .

## Exemplos de santos cefalofóricos
Uma lenda cefalofórica de Nicásio de Reims conta que, no momento de sua execução, Nicásio estava lendo o Salmo 119 (Salmo 118 na Vulgata). Quando ele alcançou o verso "Adhaesit pavimento anima mea" ("A minha alma está apegada ao pó") (verso 25), ele foi decapitado. Depois que sua cabeça caiu no chão, Nicásio continuou o salmo, acrescentando: "Vivifica me, Domine, secundum verbum tuum". ("Vivifica-me segundo a tua palavra") O tema da cabeça falante é estendido no Passio do século 8 de São Justo de Beauvais: depois da criança ser decapitada por soldados romanos, seu pai e irmão encontraram o cadáver sentado com a cabeça no colo. Dando a cabeça a seu pai, Justo pediu que ele o levasse a Auxerre, para que sua mãe, Felicia, o beijasse. 

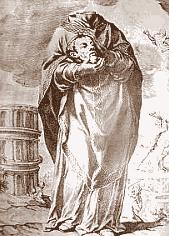
São Afrodísio, um mártir de Alexandria, venerado em Béziers

A lenda de Afrodísio de Alexandria foi transferida para Béziers, onde seu nome foi inserido no topo da lista de bispos. Nos relatos Hagiográficos, Afrodísio foi acompanhado por seu camelo. Enquanto ele estava pregando, um grupo de pagãos pressionou a multidão e o decapitou na hora. Afrodísio levantou a cabeça e a levou para a capela que ele havia consagrado recentemente no local. Hoje é identificado como "Place Saint-Afrodise, Béziers". Dizem que São Gemolo sobreviveu a sua decapitação e, depois de recolher a cabeça, subiu a cavalo. Ele viajou para encontrar seu tio, um bispo, em uma pequena montanha antes de finalmente morrer.
Uma lenda associada a São Ginés de la Jara afirma que, depois que ele foi decapitado no sul da França, ele levantou a cabeça e jogou-a no Rio Rhône.  A cabeça foi levada pelo mar para a costa de Cartagena, na Espanha, onde foi venerada como uma relíquia (Cartagena era o centro do culto a esse santo).
Na Lenda Dourada, São Paulo em seu martírio "estendeu o pescoço e foi decapitado. E assim que a cabeça saiu do corpo, a cabeça disse: Jesus Christus! que esteve com Jesus ou Christus, ou ambos, cinquenta vezes. Quando a cabeça foi recuperada e estava para ser devolvida ao corpo como uma relíquia. Foi feita uma oração para confirmar se essa era de fato a cabeça certa, e o corpo de Paulo se voltou para se unir a cabeça que havia sido colocada a seus pés.
Na lenda, a santa Osyth levantou-se após sua execução, erguendo a cabeça como São Denis em Paris e outros mártires cefalofóricos e andando com ela nas mãos, até a porta de um convento local, antes de desabar ali. .Da mesma forma, Valéria de Limoges levou sua cabeça decepada para seu confessor, São Marçal.
São Cuteberto é frequentemente retratado com a cabeça no pescoço / ombros e carregando uma segunda cabeça nas mãos. No entanto, ele não é um cefalóforo. A segunda cabeça é a de São Osvaldo da Nortúmbria, que foi enterrada com ele na Catedral de Durham.

## Na literatura
Na Divina Comédia de Dante (Canto 28), o poeta encontra o espectro do trovador Bertrand de Born no oitavo círculo do Inferno. carregando a cabeça decepada na mão, pendurada pelos cabelos, como uma lanterna; ao ver Dante e Virgílio, a cabeça começa a falar.
A cabeça cortada falante aparece de forma memorável em "Sir Gawain e o Cavaleiro Verde" ".
O motivo Cabeça no Índice de motivos de Thompson  revela quão universal é a anomalia da cabeça cortada falante. Aristóteles esforça-se para desacreditar as histórias das cabeças falantes e estabelecer a impossibilidade física, como a traquéia cortada do pulmão. "Além disso", acrescenta ele, "entre os bárbaros, onde as cabeças são cortadas com grande rapidez, nada disso jamais ocorreu". Aristóteles era indubitavelmente familiarizado com a história da imagem de cabeça de Orfeu e nas imagens de Homero onde cabeças eram cortadas com tanta velocidade que ainda pareciam falar. Um elo entre os poetas latinos e a Idade Média na transmissão do Tropo da cabeça falante foi observado por Beatrice White no poema latino sobre a Guerra de Tróia, De Bello Troiano, de Joseph of Exeter. Heitor gira no ar a cabeça decepada de Pátroclo, que sussurra "Ultor ubi Aeacides", "Onde está Aquiles [Aeacides], meu vingador?"
Alguns autores modernos relacionam as lendas dos cefalóforos miraculosamente andando com a cabeça nas mãos ao culto das cabeças celta.